# Endocoelantheae
Endocoelantheae — підряд актиній, що складається з двох родин 6 родів і 15 видів:
- Родина Actinernidae Stephenson, 1922
- Родина Halcuriidae Carlgren, 1918

## Опис
Представники характеризуються широкою і товстою підошвою. Найбільше видів поширені в антарктичних морях.